# Ontstipper
Een ontstipper is een machine die gebruikt wordt in de productie van papier. Het doel van de ontstipper is het verkleinen van vezelbundels tot enkele vezels. De vezelbundels zouden anders in het papier stippen veroorzaken, waarmee de naam van deze machine verklaard is.
Een ontstipper bestaat uit een (krachtige) motor die verbonden is met een draaiende gatenschijf of tandenschijf. De draaiende schijf draait tussen statische schijven met een afstand van 0,5 tot 2 mm. De papierstof wordt in het midden van de schijven gepompt en dan radiaal door of tussen de schijven naar de buitenzijde gevoerd. De ontstipte stof wordt dan verder geleid in het proces. 
Het ontstippingsproces wordt niet zozeer door direct contact met de schijven veroorzaakt, maar door de optredende turbulentie. Ontstippers werken bij een consistentie van 3 tot 6%.
De ontstipper bevindt zich in het papierproductieproces tussen pulper en refiner.